# Sphinx bourdon
Hemaris tityus
Espèce
Le Sphinx bourdon (Hemaris tityus), également appelé Sphinx de la scabieuse ou Sphinx bombyliforme, est une espèce paléarctique de lépidoptères (papillons) de la famille des Sphingidae.

## Systématique
L'espèce Hemaris tityus a été décrite par le naturaliste suédois Carl von Linné en 1758, sous le nom initial de Sphinx tityus,.
Elle appartient à la famille des Sphingidae, à la sous-famille des Macroglossinae, à la tribu des Dilophonotini et à la sous-tribu des Hemarina.

### Synonymie
- Sphinx tityus Linnaeus, 1758 — protonyme
- Sphinx bombyliformis Linnaeus, 1758[1]
- Sphinx musca Retzius, 1783[3]
- Macroglossa scabiosae Zeller, 1869[4]
- Macroglossa knautiae Zeller, 1869[4]
- Haemorrhagia tityus alaiana Rothschild & Jordan, 1903 [5]
- Hemaris tityus reducta Closs, 1917
- Haemorrhagia tityus ferrugineus Stephan, 1924
- Hemaris tityus karaugomica Wojtusiak & Niesiolowski, 1946
- Hemaris tityus flavescens Cockayne, 1953

## Noms vernaculaires
- En français : le Sphinx bourdon[6],[7],[8], le Sphinx de la scabieuse[6],[7],[8] ou le Sphinx bombyliforme[8].

L'espèce a aussi été mentionnée par erreur en tant que « Sphinx gazé » dans un ouvrage de P.C. Rougeot et P. Viette, alors que ce nom vernaculaire désigne en réalité l'espèce proche Hemaris fuciformis (voir les références dans les articles des deux espèces, ainsi que le dictionnaire du Cirad).
- En anglais : Narrow-bordered Bee Hawkmoth[2].

## Description
Envergure : de 4 à 5 cm environ, aile antérieure longue de 20 à 22 mm.
Ressemble à l'espèce proche Hemaris fuciformis, légèrement plus petite, mais les bandes marginales des ailes sont beaucoup plus étroites et souvent brun foncé (ce qui le fait vaguement ressembler à un bourdon).

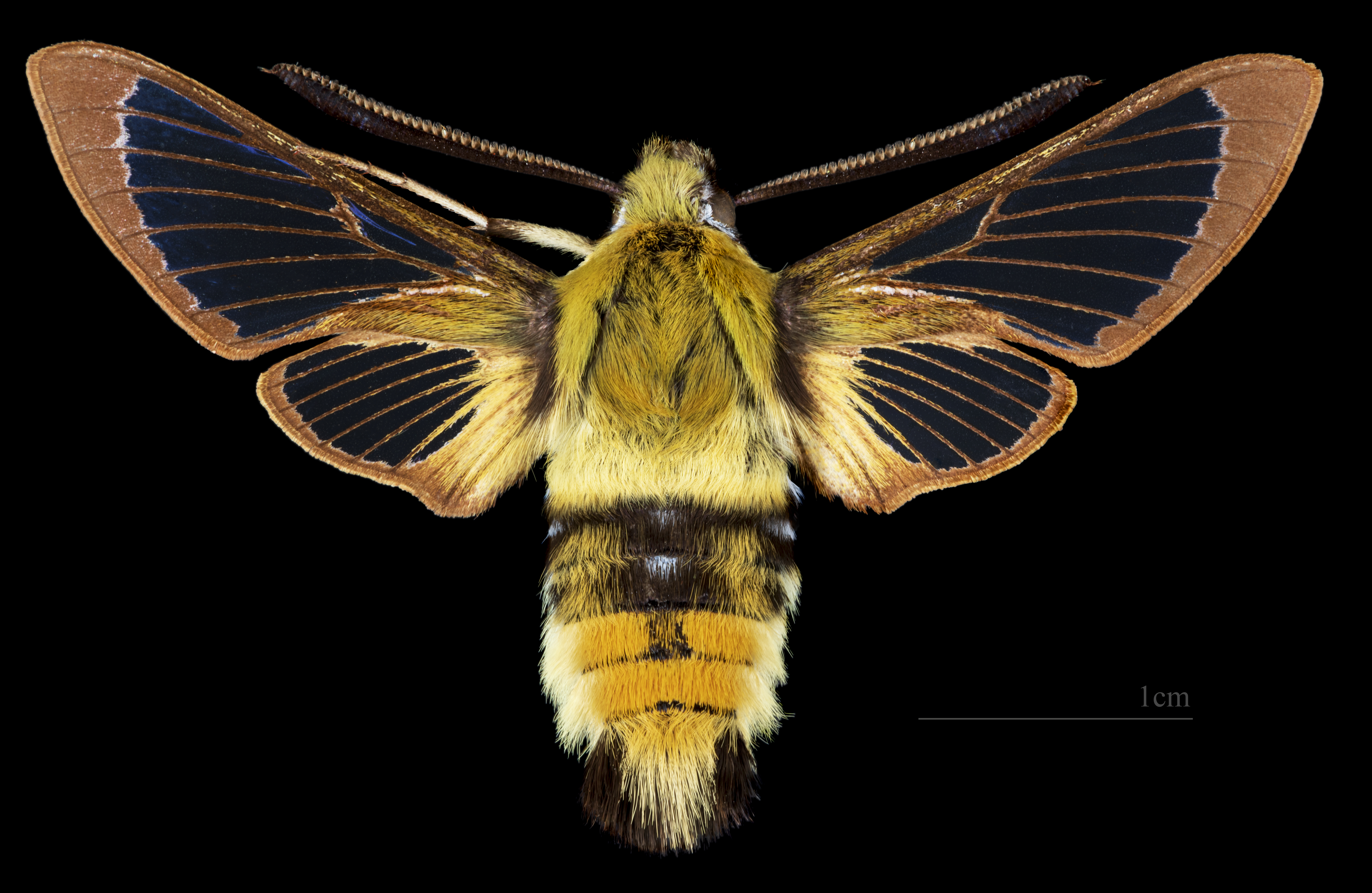
Hemaris tityus ♂
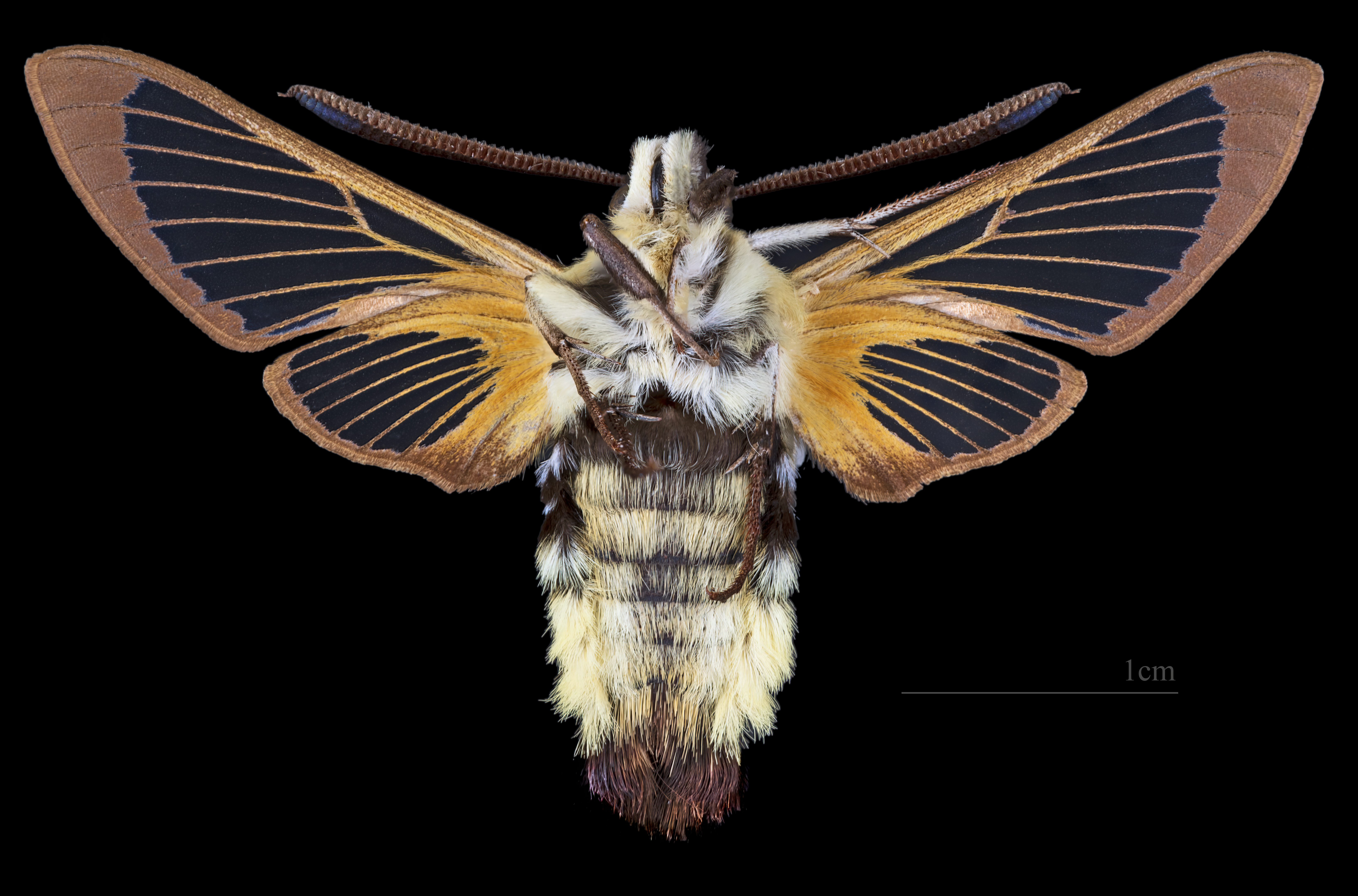
Hemaris tityus ♂   △
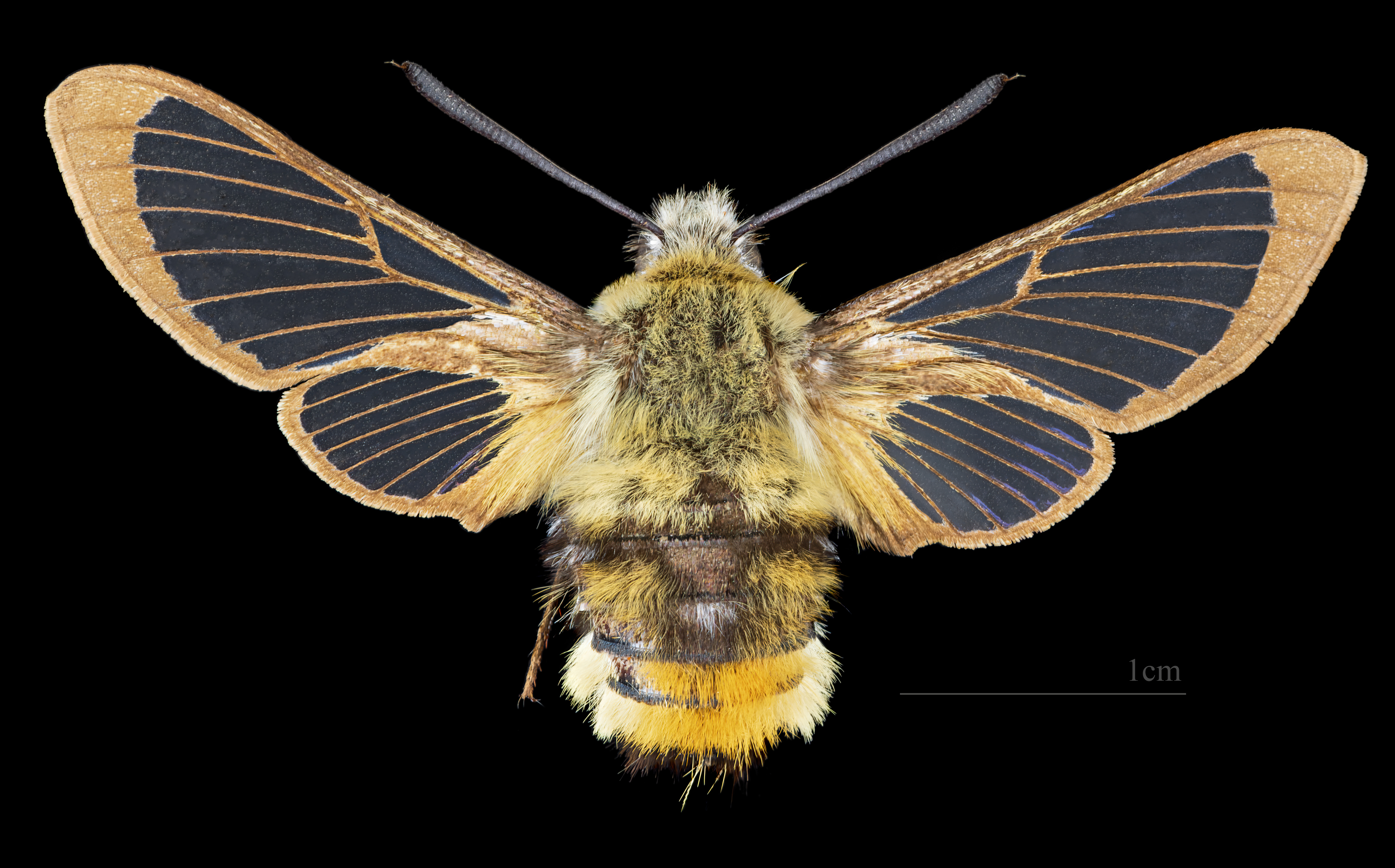
Hemaris tityus ♀
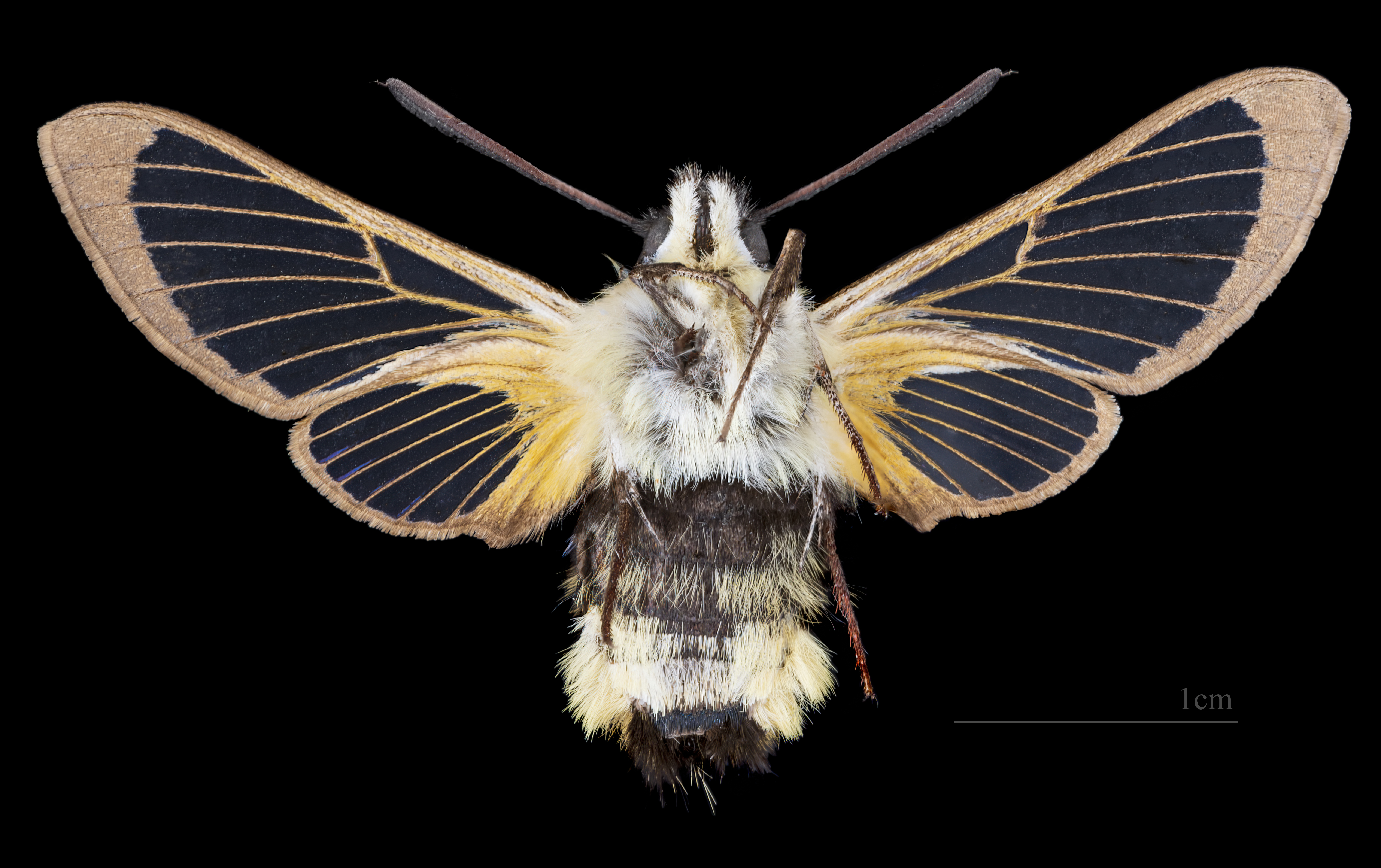
Hemaris tityus ♀ △

## Répartition
Eurasiatique, de l'Irlande à l'Oural et à l'Iran. Connu de toute la France métropolitaine et de la Corse. Peut s'élever à plus de 2 000 mètres en montagne.

## Habitat
Diurne, il vit dans les prairies fleuries fraîches, les marécages, les clairières, le long des lisières et des chemins forestiers, les friches, les jardins ensoleillés où, à la manière d'un colibri, il butine en particulier les fleurs bleues, violettes, rouges (Salvia, Knautia, Buddleia, Lychnis...).

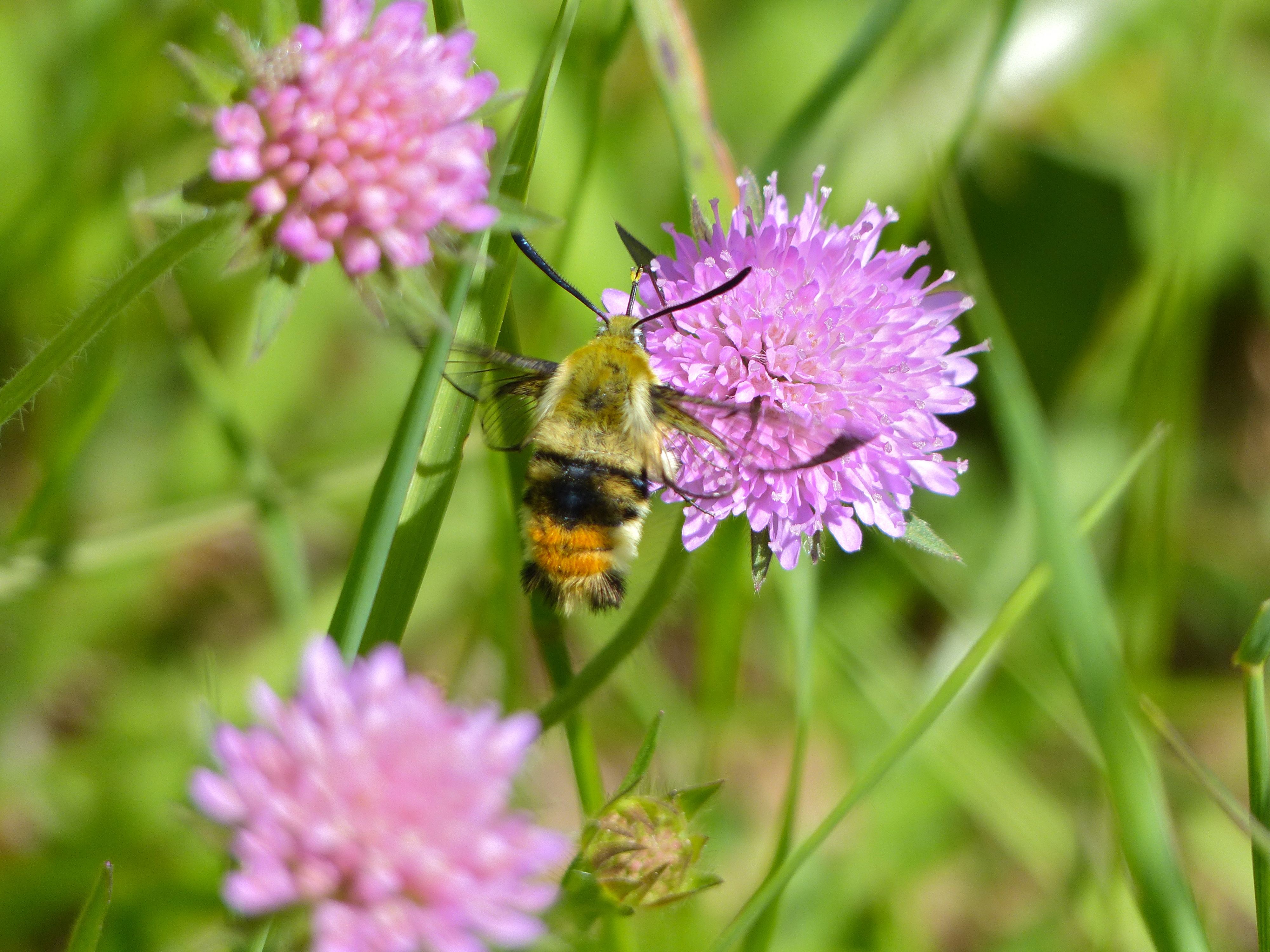
Imago butinant (Hérault, France)
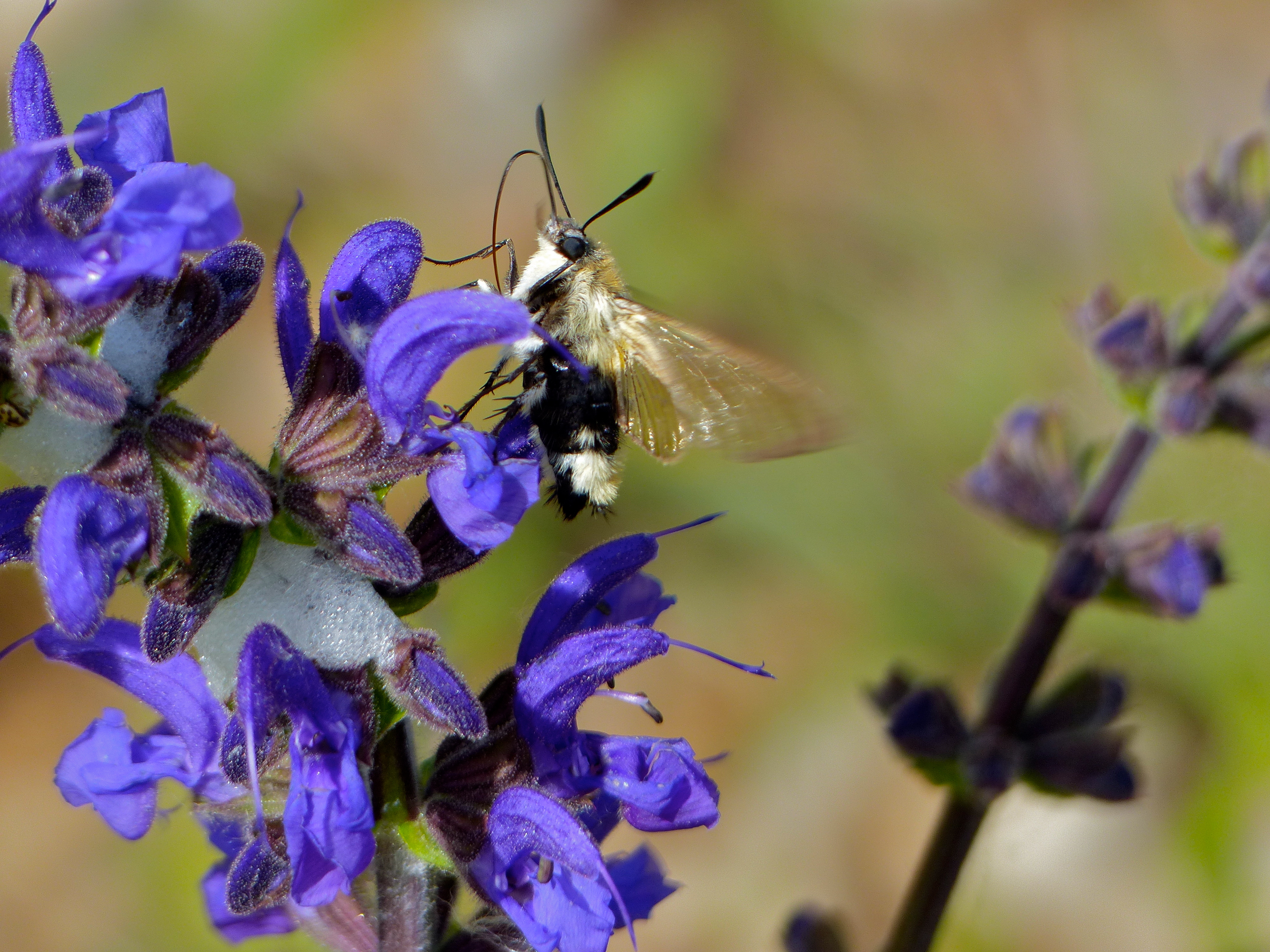
Imago butinant Salvia pratensis (Hérault, France)

### Période de vol
Les imagos volent habituellement en Europe de mai à juin (si univoltin), mais ils peuvent être présents également en août (si bivoltin, selon les régions).

### Plantes hôtes
Les plantes hôtes de la chenille sont principalement Knautia arvensis, Succisa pratensis mais aussi des Galium, des Lonicera, des Lychnis.